# Manises
Manises település Spanyolországban, Valencia tartományban. Manises Quart de Poblet, Paterna és Riba-roja de Túria községekkel határos. Lakosainak száma 32 273 fő (2024).

## Népesség
A település népessége az utóbbi években az alábbiak szerint változott:
| Lakosok száma | 25 897 | 28 040 | 29 778 | 30 508 | 31 066 | 30 834 | 30 630 | 30 919 | 31 170 | 32 273 |
|               | 2001   | 2004   | 2007   | 2009   | 2012   | 2014   | 2017   | 2019   | 2022   | 2024   |